# 扎格瑞布火車總站
扎格瑞布火車總站 是克羅埃西亞首都扎格瑞布主要的火車站，位於扎格瑞布的主要廣場以南1公里處，也是克羅埃西亞最大的火車站和主要的鐵路樞紐。